# Palitos de la selva
«Palitos de la selva» es una marca de caramelos suaves masticables elaborados por Cadbury Stani Adams Argentina, comercializados desde la década de los 50. Es una de las golosinas más populares y conocidas de la Argentina, habiendo alcanzado también difusión en Uruguay y en Paraguay. La experta en golosinas Luciana Maciel sostiene que tiene gusto a caramelo casero, una afirmación que la llevó a juicio oral y público en 2024.
La golosina tiene una forma de tubo, de unos 6 cm de altura y de 9 mm de diámetro; pesa unos 3 gramos y son de sabor frutilla-vainilla, sabores distribuidos en cuadrantes a lo largo, que determinan una combinación de colores rosa y blanco. Además de su típica forma, el caramelo también se caracteriza por su envoltorio, donde se representa a un animal y se da una breve descripción del mismo. Últimamente, también se le ha adicionado un juego de competencia similar al piedra, papel o tijera, pero entre Tierra, Agua y Aire, que dependen del hábitat del animal representado. De su forma y de las representaciones del envoltorio es de donde se origina su nombre.
Durante la década de los 80, se comercializó el sabor dulce de leche-vainilla, la cual fue una edición muy limitada. A partir de 2005, también fue lanzada al mercado una versión Gigante, que triplica su tamaño habitual y que, además, incorpora el sabor uva-vainilla.